# Marja Merisalo
Marja Merisalo, (født 3. april 1965 i Oulu), er en finsk danser og koreograf. Merisalo har en kandidatgrad fra Teaterhøjskolen i Helsinki (Teatterikorkeakoulu). Hendes hovedsagelige specialiteter er modern dansekunst samt indisk dans. Hun har blandt andet gjort mange samarbejdsproduktioner med sin mand, musikeren og multiartisten Carl-Johan Häggman.
Som dansere har hun arbejdet siden 1982 i forskellige teater- og danseproduktioner bl.a. i Q-teatteri, og Finlands Nationalteater.
Marja Merisalo har også fungeret i Pori som regional kunstner årene 2009-2011.